# Журинський сільський округ
Жури́нський сільський округ (каз. Жұрын ауылдық округі, рос. Журынский сельский округ) — адміністративна одиниця у складі Мугалжарського району Актюбінської області Казахстану. Адміністративний центр — село Джурун.
Населення — 1353 особи (2021; 1972 у 2009, 2950 у 1999, 3816 у 1989).
Станом на 1989 рік існувала Журинська сільська рада (села Дмитрієвське, Журин, Кузнецовське, Опитне, селища Ізімбет, Роз'їзд 53) Октябрського району. Станційне селище Ізімбет було ліквідовано 2019 року, село Тажрібе — 2018 року.

## Склад
До складу округу входять такі населені пункти:
| Населений пункт              | Колишні назви | Населення, осіб (1989) | Населення, осіб (1999) | Населення, осіб (2009) | Населення, осіб (2021) |
| ---------------------------- | ------------- | ---------------------- | ---------------------- | ---------------------- | ---------------------- |
| Джурун, село                 | Журин         | 2160                   | 1912                   | 1267                   | 1188                   |
| Кобелей, село                | Дмитрієвське  | 464                    | 270                    | 114                    | 69                     |
| Колденен-Темір, село         | Кузнецовське  | 459                    | 335                    | 253                    | 66                     |
| --Тажрібе, село              | Опитне        | 598                    | 244                    | 137                    | -                      |
| Роз'їзд 53, станційне селище | -             | 86                     | 118                    | 126                    | 30                     |
| --Ізімбет, станційне селище  | -             | 49                     | 71                     | 75                     | -                      |